# Johan Gabriel Oxenstierna (Moderner Fünfkämpfer)
Johan Gabriel Oxenstierna af Korsholm och Wasa (* 28. August 1899 in Stockholm; † 18. Juli 1995 in Täby) war ein ranghoher Angehöriger der Schwedischen Marine und erfolgreicher Sportler im Modernen Fünfkampf.
Er schloss 1920 seine Ausbildung zum Marineoffizier ab und trat im gleichen Jahr in die schwedische Marine ein, in der er im Laufe seiner Karriere bis zum Kapitän zur See befördert wurde. Von 1932 bis 1933 wirkte er als Marineattaché in Paris, ab 1942 war er Verteidigungsattaché in London. 1954 trat er in den Ruhestand.
Bei den Olympischen Sommerspielen 1932 in Los Angeles gewann er die Goldmedaille im Modernen Fünfkampf.
Johan Oxenstierna war zweimal, 1922 und 1946, verheiratet und hatte mit seiner ersten Frau zwei Söhne und eine Tochter.